# Qvidja

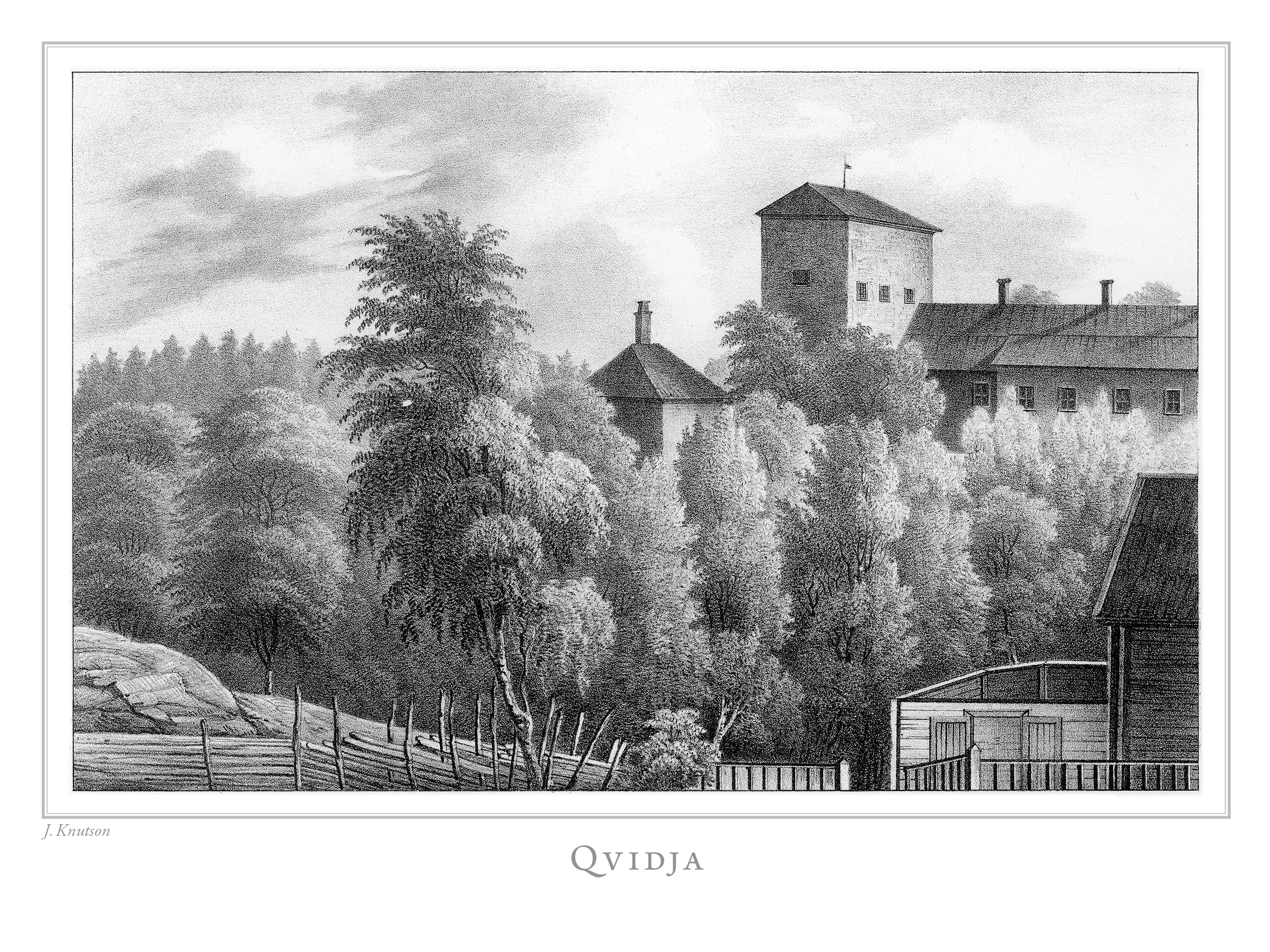
Litografi av Qvidja i Finland framstäldt i teckningar utgiven 1845-1852.

Qvidja [kviddja] (finska Kuitia) är en by och ett slott i Pargas i landskapet Egentliga Finland. En av de tidigaste ägarna var biskopen av Åbo, Magnus II Tavast. Senare beboddes godset av bland andra Erik Joakimsson Fleming och Clas Eriksson Fleming. Slottet är ett av få privatägda medeltida slott i Finland.
Den nuvarande stenbyggnaden utgör resterna av ett försvarstorn från slutet av 1400-talet vars övervåningar senare avlägsnats. Borgen skall ha belägrats av hertig Karl vid hans erövringståg i Finland och togs i beslag av honom, men återskänktes 1608 till Clas Flemings änka Ebba Stenbock.